# 今井善衛
今井 善衛（いまい ぜんえい、1913年10月5日 - 1996年4月19日）は、日本の官僚。元通商産業事務次官。

## 略歴・人物
1931年、東京府立第一中学校卒業、第一高等学校を経て、1937年、東京帝国大学法学部政治学科卒業、商工省入省。入省同期に、佐橋滋（通産事務次官）、松村敬一（経企事務次官、通商局長、繊維局長）、樋詰誠明（大丸副社長、中小企業庁長官）、川瀨健治（東京通産局長）など。佐橋、今井、樋詰で「昭和12年入省組の3羽烏」と呼ばれていた。
外務省出向（在米国大使館）、通商局通商政策課長、大臣官房総務課長、中小企業庁振興部長などを経て、1958年8月5日、繊維局長に就任。1959年2月、日米綿製品交渉のため、今井・牛場信彦外務省経済局長・ヘンリー・カーンズ米商務次官補らの三者間で意見交渉を持つ。12月、繊維原料である羊毛・原綿輸入の自由化を言明し、綿花の輸入割当を骨子とした繊維工業設備臨時措置法（1956年9月成立）を改正した。池田勇人通産大臣の在任期間と重なる中での自由化措置は佐藤栄作の“資金源”のひとつを絶つ形となり、佐橋と次官レースを戦っていた今井が佐藤栄作通産大臣によって特許庁長官に出されるのを決定的にしたとも言われている。 
1961年2月3日、通商局長に就任。香港綿製品などの対米輸出割合が伸びる中、島重信外務審議官、関守三郎外務省経済局長、今井通商局長、松村敬一繊維局長らで引き続いて、日米綿製品5ヵ年協定（1957年 ~ ）に基づき自主規制を敢えて続行した。1961年7月13日、1963年4月からの自由化目標を半年繰り上げると発言し波紋を広げた。また、GATTによるIMF八条国移行勧告を延期させるため、自由化率を引き上げ、利率の大きい石油・石炭を自由化品目に組み入れた（合わせた自由化率は65% → 93%に）。
1962年7月、特許庁長官に就任するも、福田一通産大臣の下で1963年7月23日に通産事務次官の座に着いた。福田の人事介入により、金融・産業界によるスポンサー無き経済統制法案・特振法で鳴らす同期の統制派の代表格かつ省内主流となっていた佐橋滋を押しのける恰好で特許庁長官から横滑りした。理由として、居丈高な佐橋よりも人当たりのいい今井が、“サービス官庁の時代”に適った人物だったと喧伝されたが、佐橋が特振法の成立を急ぐあまり、佐藤栄作に近づきすぎたのが池田派や党人派の逆鱗に触れ、大野派の福田が次官人事に断を下したとされている。 
この人事は当時の松尾金蔵次官、渡辺弥栄司官房長（1962年7月10日まで。官房付を経て、1965年4月1日から貿易振興局長、同年6月から通商局長、のち弁護士。1939年入省）ら事務方の了承を得ずに行われたことから、省内の「佐橋連隊」らの動揺もあり、巻き返しが策されたりしたが、同年7月21日に今井次官が内定した。次官内定までに20日間要した。もっとも1964年10月23日には、佐橋に次官の座を譲ることとなる。退官後の1965年9月、日本石油化学常務に。1970年12月、同社社長として日本石油化学が経営困難に陥った最大株主の古河化学から全株式を譲り受け、吸収合併した。
入省当初から通産官僚（商工官僚）のホープとして、本流ラインだけを歩み、常にライバルの佐橋に一歩リードしていた。こうした経歴からか、頭が切れるから先が見えすぎて部下に任せず、部下にとっては多少煙たい一面を持っていたと評されている。 
佐橋と対比して、今井は「国際派」、「通商派」あるいは「自主調整派」とされ、早期の市場の自由化を唱えた。自動車産業などの驚異的発展を見た現在では、今井に先見の明があったとも評価されている。城山三郎・「官僚たちの夏」にて風越（佐橋滋）と同期で次官を争う玉木のモデル。生前、この作品に関する取材などは一切断っていたという。以後、日本石油化学社長・顧問。1996年4月、脳梗塞で永眠。
経団連会長であった今井敬は弟にあたる。甥に経産官僚の今井尚哉（安倍晋三内閣総理大臣政務秘書官）。妻は山崎種二の娘。間に1男2女がおり、長男は元山下汽船社長・山下太郎の孫娘と結婚している。
囲碁が趣味で、父親はアマ日本一にもなった。善衛は1985年頃石田芳夫との初手合わせの3子置きの真剣勝負で勝ち「アマチュア七段格」と言われた。その後代々木上原にある石田の道場に通う。。